# Tobias Cremer
Tobias Cremer (ur. 30 czerwca 1992 w Bochum) – niemiecki polityk i politolog, deputowany do Parlamentu Europejskiego X kadencji.

## Życiorys
Uzyskał licencjat z nauk politycznych, ekonomii i filozofii w Instytucie Nauk Politycznych w Paryżu (2014), magisterium z nauk politycznych i stosunków międzynarodowych na University of Cambridge (2015) oraz magisterium z administracji publicznej na Uniwersytecie Harvarda (2017). W 2020 doktoryzował się z nauk politycznych i stosunków międzynarodowych na University of Cambridge. Pracował jako nauczyciel akademicki na Uniwersytecie Oksfordzkim. W 2022 został urzędnikiem w departamencie europejskim federalnego ministerstwa spraw zagranicznych. Zaangażował się w działalność polityczną w ramach Socjaldemokratycznej Partii Niemiec, do której wstąpił w 2006. Został też członkiem organizacji pracowniczej AWO. W wyborach w 2024 z ramienia SPD uzyskał mandat eurodeputowanego X kadencji.